# MIÉP
MIÉP (Magyar Igazság és Élet Pártja) är ett högerextremt politiskt parti i Ungern. Partiet har endast representerats i det ungerska parlamentet under en mandatperiod (1998-2002) och spelar numer ingen roll i ungersk politik.
Partiet bildades 1993 efter att Istvan Csurka uteslutits ur MDF. I valet året efter 1994 fick man bara strax över 1 % av rösterna och därmed inga platser i parlamentet. Vid valet 1998 lyckades man dock få 5,5 % av rösterna och komma in i Ungerns parlament. Sedan valet 2002 har man inga platser längre i parlamentet. I valet 2006 fick man endast 2,2 % av rösterna. Idag har det nya partiet Jobbik tagit över rollen på högerkanten i Ungersk politik. Partiledare har sedan partet grundades varit Istvan Csurka men med hans bortgång är partiets framtid osäkert.
Ideologin är nationalistisk och revanschistisk, partiet anser att Ungern rätteligen borde återfå de territorier som förlorades i freden i Trianon 1920. Man står för en säregen antisemitism, som fått sådana uttryck som att man från officiellt partihåll talat om "judarnas plan B", vilken består i att judarna med start i Israel upprättar ett europeiskt brohuvud i just Ungern, för att sedan fortsätta en militär erövring av väst. Partiet inbjuds regelbundet till Nationella frontens internationella sammankomster i Frankrike. 2003 besöktes man officiellt i Budapest av Jean-Marie Le Pen.